# Dunlap (Tennessee)
Dunlap is een plaats (city) in de Amerikaanse staat Tennessee, en valt bestuurlijk gezien onder Sequatchie County.

## Demografie
Bij de volkstelling in 2000 werd het aantal inwoners vastgesteld op 4173.
In 2006 is het aantal inwoners door het United States Census Bureau geschat op 4797, een stijging van 624 (15,0%).

## Geografie
Volgens het United States Census Bureau beslaat de plaats een oppervlakte van
22,3 km², geheel bestaande uit land.

## Plaatsen in de nabije omgeving
De onderstaande figuur toont nabijgelegen plaatsen in een straal van 24 km rond Dunlap.